# Чемпионат России по хоккею на траве среди мужчин 2007
Чемпионат России по хоккею на траве среди мужчин суперлиги 2007 (16-й Чемпионат России по хоккею на траве среди мужских команд суперлиги) является 16-м сезоном Суперлиги Федерации хоккея на траве России. В чемпионате было сыграно 48 игр, забито 261 мячей.
 Чемпионами стала команда Динамо (Казань).

## Участники
- Динамо (Казань)
- Динамо (Московская обл.)
- Динамо-Строитель (Екатеринбург)
- Московский строитель (Москва)

## Итоговая таблица чемпионата
(взято из)
| Место | Команда                         | Игр всего | Выиграно | Ничьи | Проиграно | Мячи    | Очки |
| ----- | ------------------------------- | --------- | -------- | ----- | --------- | ------- | ---- |
|       | Динамо (Казань)                 | 24        | 18       | 2     | 4         | 84 - 44 | 56   |
|       | Динамо (Московская обл.)        | 24        | 14       | 2     | 8         | 79 - 59 | 44   |
|       | Динамо-Строитель (Екатеринбург) | 24        | 10       | 2     | 12        | 68 - 67 | 32   |
| 4     | Московский строитель (Москва)   | 24        | 3        | 0     | 21        | 30 - 91 | 9    |